# جلال‌آباد (شاهرود)
جلال‌آباد یک منطقهٔ مسکونی در ایران است که در دهستان شال واقع شده‌است. جلال‌آباد ۳۵ نفر جمعیت دارد.